# Nora sparbank
Nora sparbank var en svensk sparbank i Nora verksam 1835–1986.

## Historik
Banken grundades 1835. Vid mitten på 1860-talet hade filialer etablerats i Hjulsjö socken och Grythyttans socken. Dessa socknar fick egna sparbanker kort därefter, Hjulsjö sockens sparbank etablerades 1866 och Grythytte sockens sparbank fick reglemente fastställt 1868.
1895–1898 uppfördes ett nytt huvudkontor på Rådmansgatan 15. Det var ritat av Lars Kellman och uppfördes i kalksten i typisk svensk 1890-talsstil. Inledningsvis delades lokalen med Nora folkbank (grundad 1875), sedermera övertagen av Örebro enskilda bank, därefter Skandinaviska banken som lämnade lokalerna på 1950-talet.
Nora sparbank var fristående fram till 1986 när den slogs ihop med Gävleborgs sparbank, Sandvikens sparbank, Sparbanken Mälardalen och Örebro läns sparbank för att bilda Nya Sparbanken. Den uppgick senare i Sparbanken Sverige.
I samband med bildandet av Föreningssparbanken erbjöds fristående sparbanker att ta över Föreningsbankens kontor inom respektive område samt i enstaka fall även tidigare sparbanksrörelser. Den tidigare verksamheten i Nora sparbank såldes år 2000 till Bergslagens sparbank som ombildades till ett bankaktiebolag.
Efterföljarna fortsatte att ha kontor i Nora sparbanks gamla huvudkontor på Rådmangatan 15. Den 9 november 2019 invigde dock Bergslagens sparbank ett nytt kontor i en nybyggd byggnad på Rådmansgatan 28.

## Källhänvisningar
1. ↑  Sparbankerna inom Örebro län Arkiverad 16 september 2020 hämtat från the Wayback Machine., Nerikes Allehanda, 17 februari 1866
2. 1 2  Bidrag till Sveriges officiella statistik. Y) Sparbanksstatistik 1. Sparbanker och folkbanker Arkiverad 19 juli 2014 hämtat från the Wayback Machine., Statistiska centralbyråns underdåniga berättelse för år 1893 alternativ länk
3. ↑  Ny sparbank i länet Arkiverad 16 september 2020 hämtat från the Wayback Machine., Nerikes Allehanda, 1 februari 1868
4. ↑  Andersson, Henrik O.; Bedoire, Fredric (1981). Bankbyggande i Sverige. Stockholm: Liber Förlag. Libris 7260267. ISBN 91-38-05745-X
5. ↑  "bank", Tidningarnas Telegrambyrå, 30 oktober 1985
6. ↑  ”Bergslagens Sparbanks historia”. Arkiverad från originalet den 11 oktober 2016. https://web.archive.org/web/20161011183503/https://bergslagenssparbank.se/om-banken/historia.html. Läst 11 juni 2017.
7. ↑  Pressinbjudan till invigning av bankens nya kontor i Nora Arkiverad 16 september 2020 hämtat från the Wayback Machine., Bergslagens Sparbank, 28 oktober 2019
8. ↑  Nya banklokalerna i Nora invigda Arkiverad 16 september 2020 hämtat från the Wayback Machine., Bergslagens Sparbank, 4 november 2019